# مؤسسة راند
 مؤسسة راند  أو مؤسسة الأبحاث والتطوير (بالإنجليزية: RAND Corporation - Research ANd Development)‏ هي منظمة غير ربحية وخلية تفكير أميركية تأسست في الأصل عام 1948 من قِبَل شركة طائرات دوغلاس لتقديم تحليلات وأبحاث للقوات المسلحة الأميركية. تُمول أبحاثها من وكالات حكومة الولايات المتحدة، وكالات حكومات الولايات الأميركية، وكالات حكومية غير أميركية، جامعات، أوقاف مالية خاصة، جمعيات مهنية، شركات، منظمات غير ربحية أخرى، والدعم الخيري. نطاق عملها مع الحكومات الأخرى، والمؤسسات الخاصة، والمنظمات الدولية، والمؤسسات التجارية هو حول القضايا غير العسكرية. تهدف راند إلى حلول تخصصية وكمية عن طريق ترجمة المفاهيم النظرية الرسمية للاقتصاد والعلوم الفيزيائية إلى تطبيقات جديدة في مناطق أخرى عن طريق العلوم التطبيقية وبحوث العمليات. مايكل دي ريتش هو الرئيس والمدير التنفيذي الحالي للمنظمة.

## حول مؤسسة راند
تعرف المؤسسة نفسها بأنها منظمة بحثية تعمل على تطوير حلول لتحديات السياسة العامة للمساعدة في جعل المجتمعات في جميع أنحاء العالم أكثر أمانًا وصحة وازدهارًا.
اكتسبت RAND سمعتها من خلال تركيزها على الأبحاث والقضايا التي تؤثر على الناس في جميع أنحاء العالم وأشتملت أبحاثها مواضيع تهتم بالأمن والصحة والتعليم والاستدامة والنمو والتنمية.
المؤسسة غير ربحية وحيادية وملتزمة بالصالح العام وتعمل على نشر نتائج أبحاثها لتكون بمتناول الناس في جميع أنحاء العالم. تقوم المؤسسة في كل عام بنشر أكثر من 5 ملايين منتج بحثي.
تدير المؤسسة أول وأكبر برنامج دكتوراه في العالم في السياسة العامة، يعمل على تخريج جيل من مبتكري السياسات، مدربين على استخدام الأدلة لحل المشكلات المجتمعية.
بعد قرابة سبعة عقود من تأسيسها عام 1948م حيث بدأت بعميل واحد (القوات الجوية الأمريكية) أصبح لدى مؤسسة RAND قرابة 1880 موظف من خلفيات مهنية وتعليمية وثقافية متنوعة موزعة إلى فرق حسب المشروعات الخاصة بهم، العديد من موظفيها متعددو اللغات. تشمل اللغات التي يُتَحَدَّثُ بها وهي قرابة 75 لغة، العربية والصينية والفارسية والفرنسية والألمانية واليابانية والكورية والروسية والإسبانية، نسبة الموظفين الحاصلين على الدكتوراه 55%، وأكثر من نصف طاقمها البحثي(قرابة 1030 موظف) حاصلون على درجة الدكتوراه أو أكثر في مجموعة من التخصصات.
تنتشر المؤسسة في 50 دولة من خلال مواقعها في أمريكا الشمالية وأوروبا وأستراليا، وتجذب أفضل المواهب من أكثر من أربعين دولة.

## بعض إصدارتها وأبحاثها
- أول تصميم قمر صناعي: قبل أكثر من 11 عاماً من إطلاق سبوتنيك، أصدرت مؤسسة RAND أول تقرير لها أثناء وجودها في شركة طائرات دوغلاس، التصميم الأولي لمركبة فضائية تجريبية تدور حول العالم
- بناء جهاز الكمبيوتر JOHNNIAC على اسم عالم الرياضيات جون فون نيومان، عندما تطلبت الحاجة إلى حلول للدراسات التحليلية المعقدة الاستعانة بقوة الحوسبة، وكان JOHNNIAC واحداً من أوائل أجهزة الكمبيوتر المركزية ذات الذاكرة المخزنة.
- اختيار واستخدام القواعد الجوية الاستراتيجية.
- الذكاء الاصطناعي.
- أنظمة الأقمار الصناعية للاستطلاع.
- تخطيط قوات الناتو.
- مستقبل تلفزيون الكابل.
- عمل ريادي في مكافحة الإرهاب.
- تحسين أمان الكمبيوتر.
- الحياة الأسرية في الدول النامية.
- أكبر سد منفذ في العالم.
- تحديد خصائص المجرمين المهنيين.
- بدائل إطلاق الصواريخ الباليستية.
- الدفاع الاستراتيجي والردع.
- منع المراهقين من التدخين وتعاطي المخدرات.
- السيطرة على الكوكايين
- عدد القوات اللازمة لتحقيق الاستقرار في بلد ما
- تحويل الأطفال عن حياة الجريمة
- الهجرة
- توسع الناتو
- تعويضات العمال
- آثار التكلفة والجودة لحوسبة السجلات الطبية
- منع الانتحار في الجيش الأمريكي
- الحد من مخاطر الفيضانات في المجتمعات الساحلية
- تحسين العمل الشرطي في إسرائيل
- الحد من العودة إلى الإجرام، وتوفير المال، وتحسين الفرص للنزلاء
- تعزيز الدعم لحلف الناتو
- تعظيم قدرة المستشفى أثناء الوباء[11]

## مؤسسة RAND والشرق الأوسط
قام معهد أبحاث RAND للدفاع الوطني، وهو مركز معني بتمويل الأبحاث فيدرالياً وتطويرها، وممول من قبل مكتب وزير الدفاع وهيئة الأركان المشتركة ومركز القيادات الموحدة ووزارة البحرية ومشاة البحرية ووكالات الدفاع وهيئة الاستخبارات الدفاعية، بعدة أبحاث ودراسات تعنى بشكل خاص بأمور الشرق الأوسط، منها:
- العلاقات التركية الإيرانية في شرق أوسط بات متغيراً
- منع انهيار الدولة في سوريا
- بناء الأمة في العراق
- دراسة الشبكات الداعمة والمعارِضَة للدولة الإسلامية في العراق وسوريا عبر تويتر (Twitter)
- الطائفية في الشرق الأوسط: التداعيات على الولايات المتحدة
- بناء شبكات الاسلاميين المعتدلين وتمت ترجمته من قبل عدة جهات مهتمة مثل مركز دراسة الصراعات[12]

وأبحاث كثيرة أخرى عن شباب الشرق الأوسط، ومكافحة الطائفيّة في الشرق الأوسط: عِبَرٌ من لبنان، والبحرين، وسوريا، والعراق، وأبحاث عن حدود الاستراتيجية الروسية في الشرق الأوسط وعن إسرائيل والصراع الإسرائيلي-الفلسطيني.

## وصلات خارجية
- مؤسسة راند (بالعربية)
- مؤسسة راند (بالإنجليزية)